# Télé-extender
Le télé-extender est un tube allongé se fixant dans le porte-oculaire d'instruments dédiés à l'astronomie avant d'y joindre l'oculaire. Sa fonction est d'allonger de manière artificielle la focale de l'instrument afin de procéder à des photographies planétaires par projection.